# Canton de Saint-Jean-de-Daye
Le canton de Saint-Jean-de-Daye est une ancienne division administrative française, située dans le département de la Manche et la région Basse-Normandie.

## Histoire
De 1833 à 1848, les cantons de Carentan  et de Saint-Jean-de-Daye avaient le même conseiller général. Le nombre de conseillers généraux était limité à trente par département.

## Représentation

### Conseillers généraux de 1833 à 2015
| Période        | Période      | Identité                                | Étiquette                   | Qualité                                                                                                   |
| -------------- | ------------ | --------------------------------------- | --------------------------- | --- |
| 1833           | 1845         | Paul Énouf                              | Majorité ministérielle      | Propriétaire, député (1827-1842)                                                                          |
| 1845           | 1848         | Léon Lemarinel                          |                             | Pharmacien, maire de Carentan (1840-1848)                                                                 |
| 1848           | 1852         | Prosper Lebrun                          | Républicain                 | Médecin à Saint-Lô, propriétaire à Saint-Fromond                                                          |
| 1852           | 1870         | Jean Duhamel                            |                             | Président du tribunal civil de Saint-Lô                                                                   |
| 1871           | 1893 (décès) | Émile Lenoël                            | Républicain                 | Avocat, maire de Montmartin-en-Graignes (1872 à 1874, 1888), député (1871-1876) puis sénateur (1879-1893) |
| 1894           | 1898         | Raymond Lebrun (fils de Prosper Lebrun) | Républicain                 | Ingénieur, propriétaire à Saint-Fromond                                                                   |
| 1898           | 1921 (décès) | Raoul Leforestier d'Osseville           | Conservateur                | Propriétaire du château de Thère, maire du Hommet (1892-1904 et 1920-1921)                                |
| 1921           | 1928         | Jean de Kergorlay (gendre du précédent) | Conservateur                | Maire du Hommet de 1921 à 1929                                                                            |
| 1928           | 1940         | Édouard Lavieille                       | Rad.                        | Vétérinaire, maire de Saint-Jean-de-Daye, conseiller d'arrondissement                                     |
|                |              |                                         |                             | |
| 1945           | 1949 (décès) | Édouard Lavieille                       | DVD-RPF                     | Vétérinaire, maire de Saint-Jean-de-Daye                                                                  |
| 8 janvier 1950 | 1978 (décès) | Antoine de Chocqueuse                   | Indépendant-RPF puis UDF-PR | Maire de Cavigny                                                                                          |
| 1978           | 1985         | Michel Vigot                            | PS                          | Cadre à la Sécurité sociale                                                                               |
| 1985           | 2004         | Pierre Drion                            | UDF                         | Directeur à l'École des courses hippiques de Graignes                                                     |
| 2004           | 2015         | Lucien Boëm                             | PS                          | Professeur d'agronomie, maire de Pont-Hébert depuis 2008                                                  |

Le canton participe à l'élection du député de la première circonscription de la Manche, avant et après le redécoupage des circonscriptions pour 2012.

### Conseillers d'arrondissement (de 1833 à 1940)
| Période                                  | Période      | Identité                                            | Étiquette | Qualité |
| ---------------------------------------- | ------------ | --------------------------------------------------- | --------- | --- |
| 1833                                     | 1836         | Pierre Pimor (1779-1838)                            |           | Notaire à La Meauffe, maire d'Esglandes (1831-1838)                                                         |
| 1836                                     | 1842         | Auguste Rauline                                     |           | Maire des Champs-de-Losque                                                                                  |
| 1842                                     | 1846 (décès) | Gabriel Alexis Quenault de La Groudière (1791-1846) |           | Maire du Dézert                                                                                             |
| 1846                                     | 1848         | M. Lecoq                                            |           | Juge de paix à Saint-Jean-de-Daye                                                                           |
|                                          |              |                                                     |           | |
| 1871                                     |              | Théophile-Almir Courois                             |           | Notaire, maire de Saint-Jean-de-Daye                                                                        |
|                                          |              |                                                     |           | |
| 1919                                     | 1925         | François Le Bas                                     |           | Maire de Saint-Fromond                                                                                      |
| 1925                                     | 1928         | Édouard Lavieille                                   | Rad.      | Vétérinaire, maire de Saint-Jean-de-Daye                                                                    |
| 1928                                     | 1931         |                                                     |           | |
| 1931                                     | 1940         | Louis Philippe                                      | URD-PSF   | Agriculteur au Mesnil-Véneron                                                                               |
| 1940                                     |              |                                                     |           | Les conseils d'arrondissement ont été suspendus par la loi du 12 octobre 1940 et n'ont jamais été réactivés |
| Les données manquantes sont à compléter. |              |                                                     |           | |

## Composition

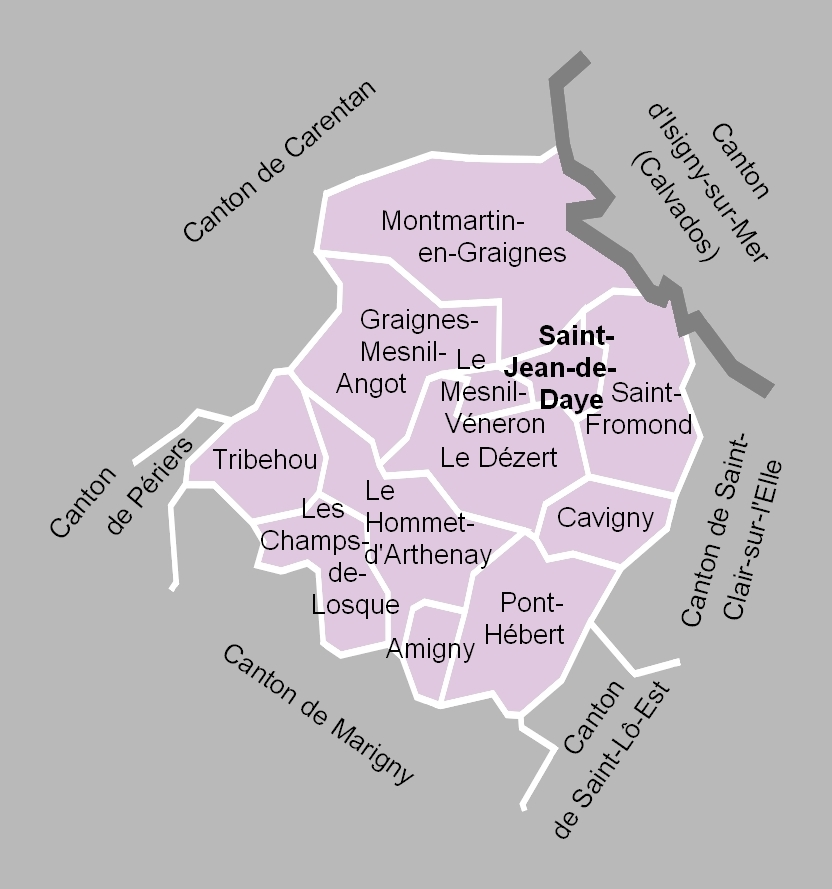
La carte des communes du canton. Les cantons limitrophes étaient ceux de Carentan, d'Isigny-sur-Mer, de Saint-Clair-sur-l'Elle, de Saint-Lô-Est, de Marigny et de Périers.

Le canton de Saint-Jean-de-Daye comptait 6 632 habitants en 2012 (population municipale) regroupait douze communes :
- Amigny ;
- Cavigny ;
- Les Champs-de-Losque ;
- Le Dézert ;
- Graignes-Mesnil-Angot ;
- Le Hommet-d'Arthenay ;
- Le Mesnil-Véneron ;
- Montmartin-en-Graignes ;
- Pont-Hébert ;
- Saint-Fromond ;
- Saint-Jean-de-Daye ;
- Tribehou.

À la suite du redécoupage des cantons pour 2015, toutes les communes sont rattachées au canton de Pont-Hébert.

### Anciennes communes
Les anciennes communes suivantes étaient incluses dans le canton de Saint-Jean-de-Daye :
- Saint-Martin-des-Champs, absorbée en 1831 par Saint-Aubin-de-Loque. La commune prend le nom de Les Champs-de-Losque.
- Le Hommet, absorbée en 1831 par Saint-Pierre-d'Arthenay. La commune prend le nom de Le Hommet-d'Arthenay.
- Esglandes et Le Mesnil-Durand, absorbées en 1836 par Bahais. La commune prend le nom de Pont-Hébert.
- Le Mesnil-Angot, absorbée en 2007 par Graignes. La commune prend le nom de Graignes-Mesnil-Angot.

En 1839, la commune du Mesnil-Véneron est réunie à Saint-Jean-de-Daye, puis est rétablie en 1847.

## Démographie
Le canton s'étendait sur 145,48 km2, pour une population municipale de 6 632 habitants au dernier recensement de 2012 (soit 45,59 hab./km2) .
| 1962  | 1968  | 1975  | 1982  | 1990  | 1999  | 2006  | 2011  | 2012  |
| ----- | ----- | ----- | ----- | ----- | ----- | ----- | ----- | ----- |
| 6 853 | 7 080 | 6 916 | 6 525 | 6 158 | 6 194 | 6 521 | 6 625 | 6 632 |